# Ried (Muotathal)
Ried ist ein Weiler im Talboden des Muotatals an der Muota und gehört zur Gemeinde Muotathal im Kanton Schwyz, Schweiz. Der Ort liegt an der Strasse von Schwyz nach Muotathal.
Im Jahr 1860 hatte Ried 153 Einwohner und wuchs bis zum Jahr 2000 auf 570 an.
In Ried steht die katholische Kirche Johannes der Täufer. Daneben verfügt der Ort über ein Schulhaus und ein Restaurant. Am östlichen Ortsrand ist der 160 Meter hohe Bettbachfall des von Illgau her kommenden Bettbachs.

## Verkehrsanbindung
Durch den Ort führt die Hauptstrasse 387. Die Buslinie 1 (Netzplan Nr. 60.501) der Auto AG Schwyz von Arth-Goldau über Lauerz und Schwyz nach Muotathal hat mehrere Haltestellen im Ort. Die Luftseilbahn Illgau–Ried führt nach Illgau bzw. bietet einen Anschluss von Illgau an die Buslinie 60.501.